# Khonkhwa
Khonkhwa est une ville du Botswana.